# Masai Barefoot Technology

MBT-Label

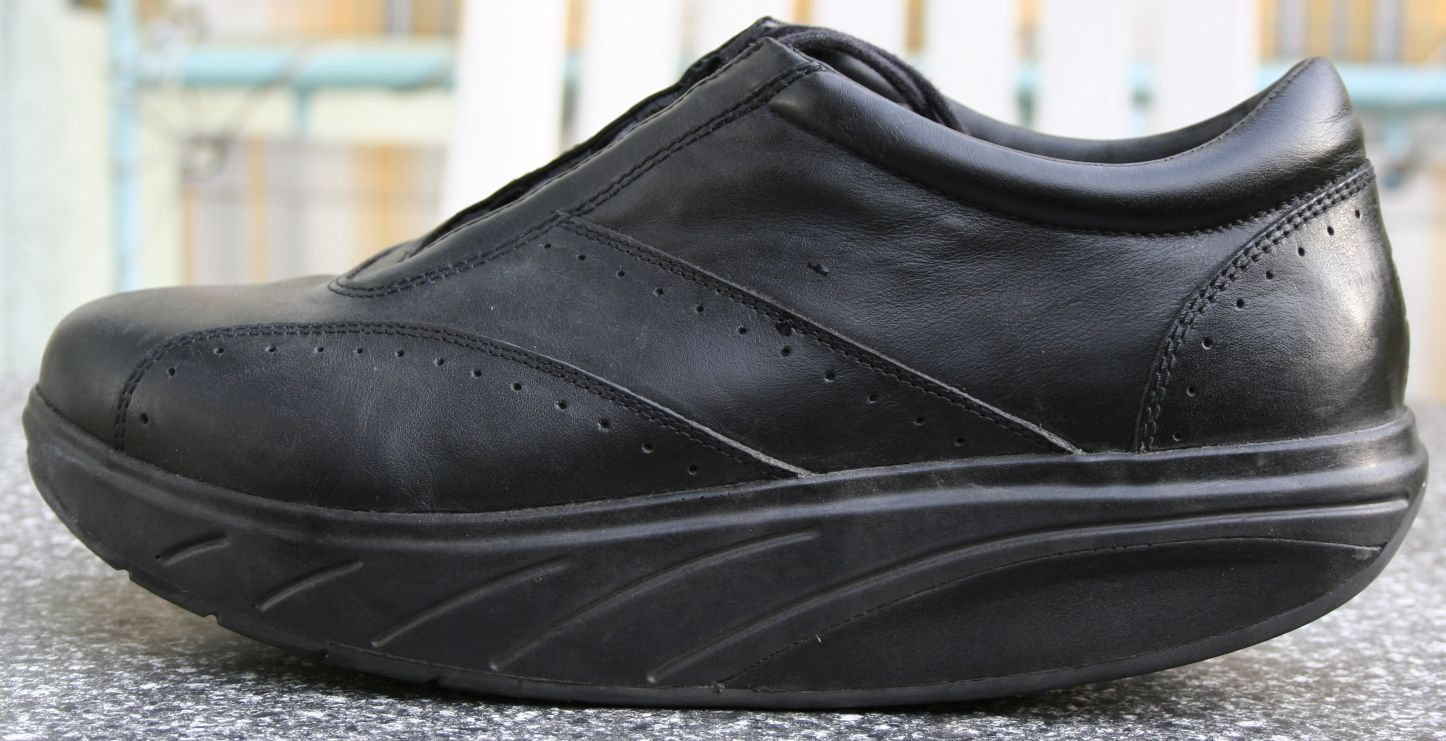
MBT-Schuh

Masai Barefoot Technology (MBT, dt. Massai-Barfusstechnik), auch unter dem Label Swiss Masai bekannt, ist der Markenname für die Bodenkonstruktion einer Fussbekleidung des Herstellers Masai Group International in Winterthur. Das Unternehmen meldete im Mai 2012 Konkurs an.

## Wirkungsweise
Kennzeichnend für die MBT ist eine konvex in Laufrichtung abgerundete Sohlenform mit einem eingefügten Fersenweichteil (dem „Masai-Sensor“). Bedingt durch die dadurch absichtlich weich und „wabbelig“ gemachte Schuhbodenkonstruktion verliert der Fuss den für eine physiologische Fortbewegung kennzeichnenden Halt. Das wirkt sich auf grössere Teile der Halte- und Stützmuskulatur aus, weil der Körper aktiv im Gleichgewicht gehalten werden muss. Dies soll nach Angaben des Herstellers die Koordinationsfähigkeit verbessern und zusätzliche Teile der Skelettmuskulatur beanspruchen.

## Einsatzbereiche und Schulungen

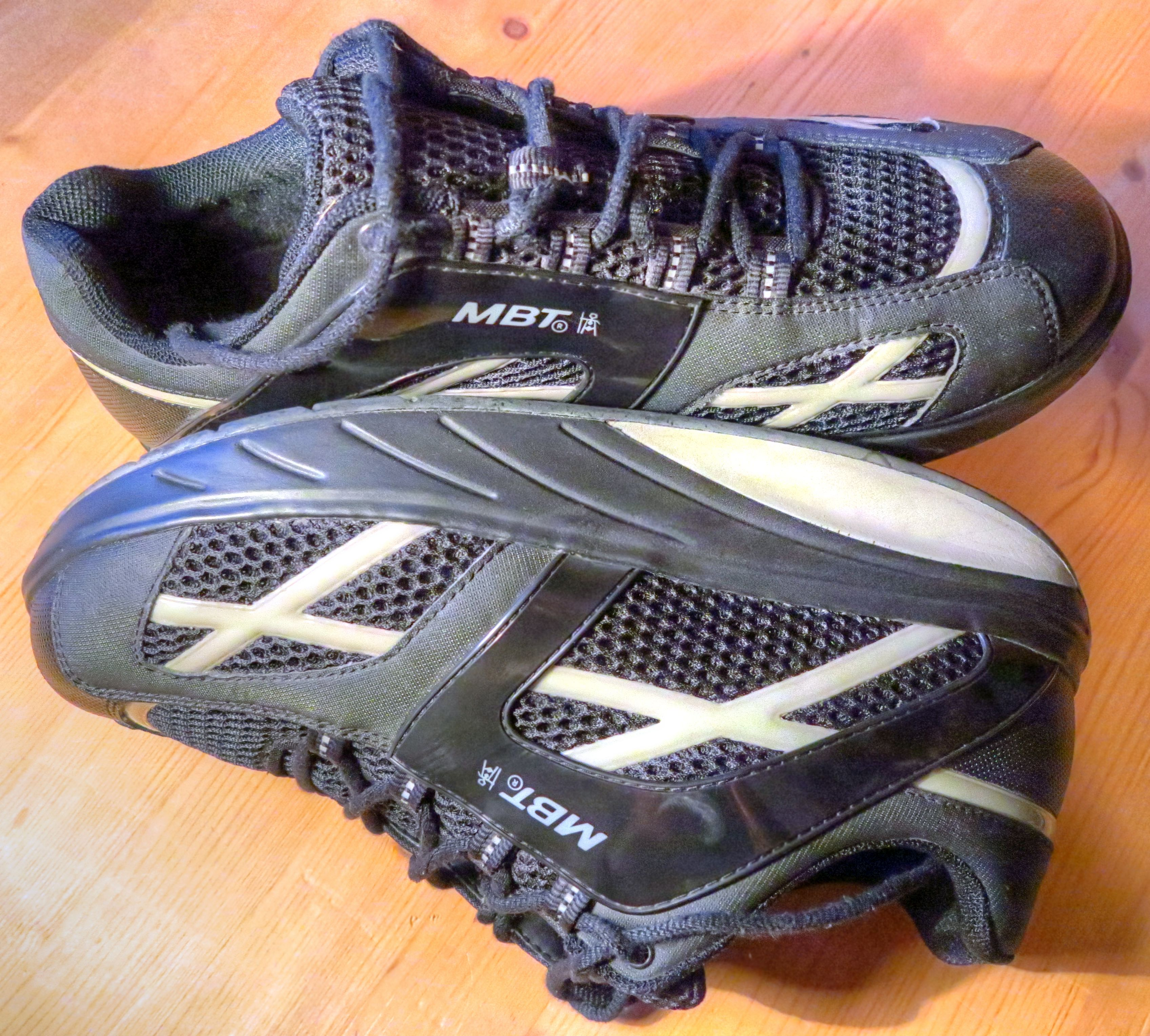
Modell: M. Walk Men, Gr. 43 (gebraucht)

Um den sachgerechten Einsatz zu gewährleisten, setzte man bis Ende 2008 auf ein Gutscheinsystem. Jedem gekauften Paar war ein Gutschein für eine einstündige Einweisung bei einem Instruktor (speziell geschulte Personen aus medizinischen Berufen, häufig Physiotherapeuten; nie MBT-Händler) beigelegt. Ab 2009 kam das Gutscheinsystem nicht mehr zur Anwendung. Stattdessen setzte das Unternehmen vermehrt Informationsbroschüren und DVDs ein. Darüber hinaus wurden die Fachverkäufer verstärkt geschult.
Das Gehen und Laufen in MBT-Schuhen erfordert Übung und ist nur für ebene Untergründe geeignet, weil auf unebenen Naturböden (Waldpfad) die Gefahr einer schuhbedingten Verletzung steigt. Leistungsbezogenes, schnelles Dauerlaufen führt zu einem unergonomischen und plumpen Auftreten. Grund dafür ist der in MBT-Schuhen erforderliche abweichende Bewegungsablauf: die hauptsächlich pendelartig aus dem Kniegelenk heraus erfolgende Beinbewegung. Bei schnellerem Laufen hingegen kommt die Hüftbeugemuskulatur stärker zum Einsatz, die Beine werden stärker angehoben und die Schritte sind raumgreifender: ein Bewegungsablauf, der mit der MBT-Konstruktion nicht harmonisch durchzuführen ist.
Daher empfahl MBT kein Jogging, sondern ein an die Voraussetzungen des Schuhs angepasstes „Slow Running“. Dieses zeichnet sich durch eine aufrechtere Körperhaltung und kleinere Schritte bei einer höheren Schrittfrequenz aus. Laut Aussagen des Unternehmens Masai Barefoot Technology lief der Langstreckenläufer B. Hollywood in einem MBT 900 Meilen in 22 Tagen. Neben verschiedenen Schulungen für Instruktoren werden auch Fachhändlerseminare und Trainerkurse für „Masai Walking“ angeboten. Der Hersteller bildet gegen Bezahlung auch Schuhreparateure (Schuhmacher) in der Instandsetzung der MBT-Schuhe aus.

### Produktion
Das Fersenweichteil kann sich, weil es aus einem offenzelligen Schaummaterial besteht, bei Nässekontakt vollsaugen. In den Pflegehinweisen wird der Käufer darauf hingewiesen, Salz, Fett, Dünger, Eiweiss oder Blut sowie „aggressive Flüssigkeiten“ nicht mit dem Sohlenaufbau in Berührung kommen zu lassen. Diese und weitere Pflegehinweise sind mit dem Verweis verbunden, dass nur bei deren Einhaltung die gesetzliche Gewährleistung gewährt werden könne. Wenn Schuhmacher nach dem Material der Brandsohle gefragt werden, geben sie „Pappendeckel“ an. Ein Blick unter die losen Einlegesohlen beweist dies: Dort befindet sich – auch für den Laien erkennbar – imprägnierte Pappe.
Seit dem Jahr 2009 bietet MBT die sogenannte „Dual Board“-Sohlenkonstruktion als Alternative zur „alten Integrated Shank“-Konstruktion. Die neue Konstruktion vereint den „Shank“, welcher für die Stabilität der Sohle verantwortlich ist, mit der Brandsohle. Daher finden sich in den neueren Modellen auch keine Brandsohlen aus „Pappendeckel“ mehr.
Die Fertigungsorte (Südkorea, Indonesien, Vietnam und China) bedingen Fragen nach einem angemessenen Preis-Leistungs-Verhältnis. Die Passformen (Gradierungssprünge zwischen den ausgewiesenen Schuhgrössen, Einhalten der Brandsohlengrösse in Relation zur genannten Längengrösse und die Grössenverhältnisse einzelner Schaftteile) werfen Fragen auf hinsichtlich der fachlichen Kompetenz der Entwickler und Schuhfertiger. Als die Deutsche Schuhfachschule MBT-Schuhe untersuchte, deckte sie dementsprechend mehrere schuhtechnologische Widersprüche und Fragwürdigkeiten auf.

### Gesundheitliche Auswirkungen
MBT-Schuhe sind nicht nur wegen ihres Aussehens, sondern auch aus schuhfachlicher Sicht und im Besonderen wegen der durch sie angeblich zu erzielenden gesundheitlichen Effekte sehr umstritten.
Eine 2008 an der Universität Freiburg durchgeführte Untersuchung verglich das regelmässige Tragen von MBT-Schuhen über acht Wochen mit einem ebenfalls über acht Wochen viermal wöchentlich durchgeführten sensomotorischen Training. Die Autoren kommen hier zu dem Schluss: „Insgesamt deuten die Ergebnisse darauf hin, dass die deutlichen funktionellen Anpassungen nach einem sensomotorischen Training auch durch das Tragen von MBT-Schuhen erzielt werden. Sowohl das Ausmass der trainingsbedingten Funktionsanpassung als auch die Dynamik sind jedoch geringer ausgeprägt.“
Eine sportmedizinische Untersuchung der Universität Tübingen versuchte im Jahr 2003 herauszufinden, ob eine Verbesserung der Koordinationsfähigkeit nach einem sechswöchigen neuromuskulären Training festzustellen sei, wenn eine Versuchsgruppe zusätzlich zum standardisierten Training mit MBT trainierte, und kam zu dem Ergebnis: „Es zeigte sich keine signifikante Verbesserung der Koordinationsfähigkeit der Versuchsgruppe (mit MBT) gegenüber der Kontrollgruppe (ohne MBT).“ Abschliessend meinten die Wissenschaftler: „Weiterführend sind gezielte Analysen […] notwendig, um […] Trainingseffekte durch Therapiegeräte wie der Masai Barfuß Technologie (MBT) nachzuweisen.“ Neben einem neuromuskulären Training bringt das Tragen von MBT-Schuhen demnach keinen zusätzlichen Nutzen für die Koordinationsfähigkeit.
Inzwischen nimmt auch das Marketing des Handels Abstand von allzu überzogenen Werbeversprechen. So vergleicht die Internetseite eines Fachgeschäfts mit Bezug auf die Herstellerwerbung die Schuhe mit einem Sportgerät und erklärt: „Es ist wie bei Stöckelschuhen: Trägt man sie dauernd, bekommt man schlechte Füsse, aber ab und zu ist OK.“ Eine klare Zusage zu einem erwarteten Nutzen der Schuhe fehlt dort jedoch.

### Weitere Aspekte
Träger von MBT-Schuhen haben unter kalten Umgebungsbedingungen eher warme Füsse als Träger vergleichbaren Schuhwerks mit einem normalen Schuhboden, weil die höhere Muskelaktivität, verursacht durch die Ausgleichsbewegungen im MBT-Schuh, für eine bessere Durchblutung der Füsse sorgt.
Kritiker werfen wegen der Fertigung in Fernost Fragen hinsichtlich der sozialen und arbeitsrechtlichen Bedingungen sowie der Einhaltung von Umweltschutzstandards auf. Nach eigenen Angaben habe sich MBT einem Code of conduct im Bereich Umwelt und Soziales unterworfen.

## Namenskonvention
Die Schuhe bewirken absichtlich eine Instabilität des Gangs und des Stehens. Daher richtet der Träger den Oberkörper reflektorisch auf, um den Schwerpunkt möglichst lotrecht über der Auftrittsstelle zu halten und das Gleichgewicht zu bewahren. Diese aufrechte Haltung des Oberkörpers, die kennzeichnend für eine gesunde Körperhaltung und unter anderem auch für den kenianischen Volksstamm der Massai charakteristisch ist, führte zu dem Wort „Masai“ in der Namensgebung.
Das Wort Barfuß ist jedoch irreführend, weil diese Fussbekleidung das genaue Gegenteil des Barfussgehens bewirkt. Mit Hilfe des aus 26 Knochen bestehenden Fussskeletts mit seinen vielen Gelenkflächen und Muskeln vermag der Mensch durch eine propriozeptive Wahrnehmung des Untergrunds feinste Unebenheiten allein mit den Füssen perfekt auszugleichen und somit auszubalancieren, ohne dass der restliche Körper hierfür benötigt wird. Die Massai sind hierfür ein gutes Beispiel, weil dieser Stamm sich barfuss fortbewegt.
Die Bedeutung des Wortes „physiologisch“ wird vom Hersteller in einer sehr eigenwilligen und den allgemeingültigen Erklärungen dieser beiden Begriffe sogar zuwiderlaufenden Definition verstanden: „MBT ist die erste physiological Footwear – das heißt Footwear, die einen positiven Einfluss auf den gesamten Körper hat“, heisst es auf der Website. Das Wort physiologisch wird hier im Sinne von nicht krankhaft, in der Folge also gesund, genutzt. Die ehemalige Logounterschrift „physiological footwear“ ist 2009 auch durch den Werbeslogan „The anti-shoe“ ersetzt worden. Dieser soll die besonderen Eigenschaften des Schuhs hervorheben.

## Geschichte, Entwicklung
Der Erfinder des Systems, der Schweizer Ingenieur Karl Müller, hatte Rückenprobleme, die er bei einem mehrjährigen Asienaufenthalt durch regelmässiges Spazierengehen auf den extrem weichen Böden der Reisfelder verbessern konnte. Dadurch angeregt, entwickelte er für sich selbst einen Schuh, der harte, ebene Böden zu weichen, „unebenen“ Böden machte. Dieser Prototyp führte 1996 zur kommerziellen Vermarktung.
Gelegentlich gibt es Irritationen über den Ursprung der Erfindung, die auch die afrikanische Volksgruppe der Massai für sich beansprucht. Demnach habe man dort, wo traditionell kein Schuhwerk getragen wird, zur Vermeidung von Verletzungen aus Geldmangel auf alte Autoreifen zurückgreifen müssen, die dem Schuh die runde Form gaben. Deren „Reifenschuhe“ sind u. a. durch Sportereignisse wie z. B. den London-Marathon im westlichen Kulturkreis bekannt geworden. Für einen Zusammenhang zwischen den „Maasai-Tires“ und den MBT-Schuhen, wie er gelegentlich angenommen wird, oder dafür, dass Müller bei seinem Asien-Aufenthalt von den Schuhen der Massai Kenntnis gehabt haben könnte, gibt es aber offenbar keine Belege.
Die erste Schuhgeneration hatte noch keinen Absatz, wodurch der Träger zu einem Zehengängergang gezwungen wurde. Im Jahr 2000 folgte die zweite Generation, die die „Lücke“ unter der Ferse mit einem abgerundeten offenporigen Schaumstoffkeil füllte. Dadurch hatte der Schuh nicht mehr ein ganz so exotisches Aussehen. 2004 kam schliesslich die dritte Generation, bei der die Dicke der Sohle merklich reduziert wurde. Wirkten die vorhergehenden Generationen ausgesprochen klobig und waren dadurch auffällig, trifft dies auf diese Generation nicht mehr in diesem Mass zu. Einige Modelle der neuesten, vierten Generation weisen einen anders gestalteten Absatz-/Fersenbereich auf: War zuvor eine Ähnlichkeit mit einem Rollabsatz zu verzeichnen, ähneln diese neuen Modelle eher einem Flügelabsatz, wobei die Unterstützung (der „Flügel“) im äusseren (lateralen) Sohlenbereich platziert ist.
2004 erwarben Investoren eine Minderheitsbeteiligung von 20 Prozent an der Marketing- und Vertriebsgesellschaft. Müller hielt bis September 2006 noch 80 Prozent des Unternehmens, welches etwa 200 Personen beschäftigt, davon 50 Mitarbeiter am Hauptsitz im Thurgauischen Roggwil. Weil seine Partner aber bei der runden Sohle bleiben wollten, trennte sich Karl Müller 2006 von MBT. Die Anteilsmehrheit an MBT hatten bis September 2007 die Gesellschafter Klaus Heidegger, Norbert Kraihamer (MBT-CEO; leitete zuvor elf Jahre die internationale Expansion von Red Bull) und Hermann Oberschneider (ein Sport- und Tourismusunternehmer aus Österreich). Die Bostoner Beteiligungsgesellschaft Berkshire Partners LLC meldete Anfang Juli 2007, dass sie Kapital in die Masai Group International investiert hat (laut MBT-Sprecher Thomas Haunsperger hält Berkshire etwa 20 Prozent an der Gesellschaft). Zum Quartal IV/2007 kam Hermann Oberschneider als Gesellschafter und Geschäftsführer in das Unternehmen.
Lag der Fokus von Müller auf dem gesundheitlichen Aspekt der Schuhe, will der in den USA lebende Heidegger laut einem Bericht von Facts Online (siehe Weblink) die Marke zu einem Lifestyle-Produkt machen – eine Darstellung, die Unternehmensvertreter als „Missverständnis“ bezeichnen. Allerdings hat er angekündigt, MBT bis zum Jahr 2011 zu einem der zehn grössten Schuhhersteller der Welt zu machen. Der Markenaufbau als Premiumprodukt soll sich laut Heidegger in den nächsten Jahren auf die Schweiz, Deutschland, England, Österreich und die USA konzentrieren, wo 85 Prozent des Umsatzes erwirtschaftet werden. Die übrigen 15 Länder, in denen MBT bereits verkauft wird, sollen den Status quo halten; weitere Expansion soll vorerst nicht stattfinden. Als Zielgruppe gelten immer noch Frauen über 40. Seit der Gründung 1998 wurden bis Mitte 2007 weltweit etwa 4,5 Millionen Paar Schuhe verkauft.

## Konkurs und Verkauf von MBT
Das Unternehmen meldete dem Bezirksgericht Winterthur seine Überschuldung und wurde am 9. Mai 2012 als konkurs aufgelöst. Daraufhin wollte der asiatische Investor Andy Chaw die Massai Group International (MGI) kaufen und erwarb in einem ersten Schritt das europäische Vertriebslager in Luxemburg (380.000 Paar Schuhe) und die Produktionswerkzeuge, jedoch noch nicht die Markenrechte. Mit einer gerichtlichen Beschwerde stoppte Karl Müller, der noch über ein exklusives Vertriebsrecht der Schuhe in Korea verfügt, den Verkauf von Aktiven der MBT. Er wollte die Patente und Marktrechte zurückerwerben. Laut einem Medienbericht wurde der Verkauf von Aktiven der MBT und allen Markenrechten an Andy Chaw aber im Juni 2013 auch von der dritten Instanz der zuständigen Gerichte bestätigt.

## Wettbewerbsprodukte
Inzwischen sind einige MBT-Patente abgelaufen, insbesondere das Patent für das Hauptmerkmal: die konvexe Grundform des Schuhbodens.
Den MBT-Schuhen ähnliche beziehungsweise der dahinter stehenden Theorie folgende Fussbekleidungskonzepte gibt es deshalb inzwischen auch von Mephisto („Sano“), Finn Comfort („Finnamic“), von den deutschen Marken Chung Shi und Solidus („Solifit“-Kollektion), von der Herges Schuhmanufaktur („LaStrada“-Kollektion) sowie von Ryn aus Südkorea. In Discountern und bei der Buchkette Weltbild findet man die Marke WalkMaxx. Mit den „FitFlop“-Schuhen für Frauen sind inzwischen auch modisch orientierte Sommerschuhe auf dem Markt mit einer vom Ansatz her ähnlichen Idee, die mit einer „leicht de-stabilen Sohle“ (O-Ton des Herstellers) ein „Workout im Vorübergehen“ versprechen.